# نمی‌توانی مرا به خانه ببری
«نمی‌توانی من را به خانه ببری» (به انگلیسی: Can't Take Me Home) یک آلبوم از پینک، هنرمند اهل ایالات متحده آمریکا است که در سال ۲۰۰۰ میلادی منتشر شد.